# Enda Walsh
Enda Walsh, född 7 februari 1967 i Dublin, är en irländsk dramatiker och manusförfattare.

## Biografi
Enda Walshs högsta utbildning är secondary school (gymnasienivå). Han debuterade 1993 med Fishy Tales som uppfördes av Graffiti Theatre Company i Cork. Genombrottet kom 1996 med Disco Pigs som uppfördes av Corcadorca Theatre Company i Cork och framfördes på Dublin Fringe Festival där den vann Best Fringe Production Award. Den vann också det irländska Arts Council Playwrights Award samma år och uppfördes därefter av Traverse Theatre i Edinburgh och vann kritikerpriset på Edinburgh International Festival 1997. Pjäsen blev också hans internationella genombrott och den regisserades av stjärnregissören Thomas Ostermeier på Deutsches Theaters annexscen Die Baracke i Berlin 1998. 2004 framfördes pjäsen också på Avignonfestivalen. Sedan 1998 har Enda Walshs pjäser översatts till mer än 20 språk och framförts runtom i Europa, USA, Australien och Nya Zeeland. Han har skrivit två musikaler: Once hade premiär off-Broadway i New York 2011, flyttades till Broadway 2012 och gick upp i West End i London 2013. Musikalen Lazarus skrev han tillsammans med David Bowie som kompositör, den hade premiär off-Broadway 2015 i regi av Ivo van Hove. Hans mest uppmärksammade filmmanus är Hunger 2008 som han skrev tillsammans med regissören Steve McQueen som också regisserade med Michael Fassbender i huvudrollen.
Enda Walsh har vunnit många priser, däribland kan nämnas: The Walworth Farce uppfördes av Druid Theatre Company i Galway 2006 och vann första pris på Edinburgh Festival Fringe 2007 varefter den åkte ut på världsturné. Penelope hade premiär på Druid Theatre Company 2010 och togs upp av Traverse Theatre som framförde den på Edinburgh Fringe Festival där också den vann första pris. Musikalen Once vann många priser, däribland åtta Tony Award, bland annat bästa musikal och bästa musikalmanus, samt två Laurence Olivier Award. Filmen Hunger vann också många priser, däribland Caméra d'Or på Filmfestivalen i Cannes för bästa debutfilm 2008.
Trots att han är irländare räknas hans dramatik till den riktning som i Storbritannien sedan 1990-talet går under namnet in-yer-face-theatre med portalnamn som Sarah Kane och Mark Ravenhill. Han skildrar dysfunktionella familjer och klaustrofobiska världar med en närmast obehaglig blandning av ensamma barn, nedbrutna föräldrar och skruvade känslor. Många av hans karaktärer kämpar med att finna ett språk som kan uttrycka deras erfarenheter.

## Uppsättningar i Sverige
- 1999 Disco Pigs, Lilla Teatern, Göteborg, översättning Torben Kulin, regi Marianne Dahlberg
- 2001 Disco Pigs, Östgötateatern, översättning Lucas Svensson, regi Tereza Andersson
- 2024 Lazarus, Göta Lejon, Stockholm, musik David Bowie, översättning & regi Stefan Larsson